# Ligue C de la Ligue des nations de l'UEFA 2022-2023
Navigation
Ligue C 2020-2021 Ligue C 2024-2025
La Ligue C de la Ligue des nations 2022-2023 est la troisième division de la Ligue des nations 2022-2023, troisième édition d'une compétition impliquant les équipes nationales masculines des 55 associations membres de l'UEFA.

## Format
Le format de la compétition est identique à l'édition précédente.

### Tirage au sort
Les équipes sont attribuées à la Ligue C en fonction de la liste d'accès basée sur le classement général de la précédente édition. Elles sont réparties en quatre chapeaux de quatre équipes, placées selon leur coefficient.
Le tirage au sort de la phase de ligue a lieu à Nyon, le 16 décembre 2021.
| Équipe          | Classement |
| --------------- | ---------- |
| Turquie         | 29         |
| Slovaquie       | 30         |
| Bulgarie        | 31         |
| Irlande du Nord | 32         |

| Équipe            | Classement |
| ----------------- | ---------- |
| Grèce             | 37         |
| Biélorussie       | 38         |
| Luxembourg        | 39         |
| Macédoine du Nord | 40         |

| Équipe      | Classement |
| ----------- | ---------- |
| Lituanie    | 41         |
| Géorgie     | 42         |
| Azerbaïdjan | 43         |
| Kosovo      | 44         |

| Équipe     | Classement |
| ---------- | ---------- |
| Kazakhstan | 45         |
| Chypre     | 46         |
| Gibraltar  | 49         |
| Îles Féroé | 50         |

## Groupes
Légende des classements
- Promotion en Ligue B
- Barrages de relégation en Ligue D

### Groupe 1
| Rang | Équipe     | Pts | J | G | N | P | Bp | Bc | Diff |  | Résultats (▼ dom., ► ext.) |     |     |     |     |
| ---- | ---------- | --- | - | - | - | - | -- | -- | ---- |  | -------------------------- | --- | --- | --- | --- |
| 1    | Turquie    | 13  | 6 | 4 | 1 | 1 | 18 | 5  | +13  |  | Turquie                    |     | 3-3 | 4-0 | 2-0 |
| 2    | Luxembourg | 11  | 6 | 3 | 2 | 1 | 9  | 7  | +2   |  | Luxembourg                 | 0-2 |     | 2-2 | 1-0 |
| 3    | Îles Féroé | 8   | 6 | 2 | 2 | 2 | 7  | 10 | -3   |  | Îles Féroé                 | 2-1 | 0-1 |     | 2-1 |
| 4    | Lituanie   | 1   | 6 | 0 | 1 | 5 | 2  | 14 | -12  |  | Lituanie                   | 0-6 | 0-2 | 1-1 |     |

| 1re journée       | Lituanie                                                      | 0 - 2   | Luxembourg     | Stade LFF, Vilnius                                                            |                                                                               |
| 4 juin 2022 18h00 |                                                               | (0 - 1) | 44e 78e Sinani | Spectateurs : 3 009 Arbitrage : David Fuxman Arbitre vidéo : Roi Reinshreiber | Spectateurs : 3 009 Arbitrage : David Fuxman Arbitre vidéo : Roi Reinshreiber |
| 4 juin 2022 18h00 | Lasickas 54e · Slivka 61e · Petkevicius 81e · Dolžnikov 90+3e | Rapport | 81e Chanot     | Spectateurs : 3 009 Arbitrage : David Fuxman Arbitre vidéo : Roi Reinshreiber | Spectateurs : 3 009 Arbitrage : David Fuxman Arbitre vidéo : Roi Reinshreiber |

|       | Turquie                                               | 4 - 0   | Îles Féroé                    | Stade Fatih-Terim de Başakşehir, Istanbul                                            |                                                                                      |
| 20h45 | Ünder 37e · Dervişoğlu 47e · Dursun 82e · Demiral 85e | (1 - 0) |                               | Spectateurs : 9 515 Arbitrage : Trustin Farrugia Cann Arbitre vidéo : Daniele Doveri | Spectateurs : 9 515 Arbitrage : Trustin Farrugia Cann Arbitre vidéo : Daniele Doveri |
| 20h45 | Söyüncü 25e · Ünder 45+2e                             | Rapport | 32e Vatnhamar · 45+2e Hansson | Spectateurs : 9 515 Arbitrage : Trustin Farrugia Cann Arbitre vidéo : Daniele Doveri | Spectateurs : 9 515 Arbitrage : Trustin Farrugia Cann Arbitre vidéo : Daniele Doveri |

| 2e journée        | Îles Féroé                                  | 0 - 1   | Luxembourg           | Tórsvøllur, Tórshavn                                                            |                                                                                 |
| 7 juin 2022 20h45 |                                             | (0 - 0) | 74e (pen.) Rodrigues | Spectateurs : 2 313 Arbitrage : Rob Hennessy Arbitre vidéo : Gianluca Aureliano | Spectateurs : 2 313 Arbitrage : Rob Hennessy Arbitre vidéo : Gianluca Aureliano |
| 7 juin 2022 20h45 | Joensen 16e, 68e · Vatnhamar 80e · Færø 84e | Rapport |                      | Spectateurs : 2 313 Arbitrage : Rob Hennessy Arbitre vidéo : Gianluca Aureliano | Spectateurs : 2 313 Arbitrage : Rob Hennessy Arbitre vidéo : Gianluca Aureliano |

|       | Lituanie                                                 | 0 - 6   | Turquie                                                         | Stade LFF, Vilnius                                                        |                                                                           |
| 20h45 |                                                          | (0 - 2) | 2e 14e Sinik · 56e (pen.) Dursun · 89e Akgün · 90+1e Dervişoğlu | Spectateurs : 2 843 Arbitrage : Novak Simonvić Arbitre vidéo : Fran Jović | Spectateurs : 2 843 Arbitrage : Novak Simonvić Arbitre vidéo : Fran Jović |
| 20h45 | Golubickas 9e · Klimavičius 46e · Širvys 54e · Utkus 79e | Rapport | 34e Çalhanoğlu · 79e Dursun                                     | Spectateurs : 2 843 Arbitrage : Novak Simonvić Arbitre vidéo : Fran Jović | Spectateurs : 2 843 Arbitrage : Novak Simonvić Arbitre vidéo : Fran Jović |

| 3e journée         | Îles Féroé                              | 2 - 1   | Lituanie                                                    | Tórsvøllur, Tórshavn                                                 |                                                                      |
| 11 juin 2022 18h00 | Davidsen 20e (pen.) · Andreasen 45e     | (2 - 1) | 6e Černych                                                  | Spectateurs : 2 278 Arbitrage : Igor Pajac Arbitre vidéo : Dario Bel | Spectateurs : 2 278 Arbitrage : Igor Pajac Arbitre vidéo : Dario Bel |
| 11 juin 2022 18h00 | Færø 42e · Jónsson 89e · Edmundsson 90e | Rapport | 18e Barauskas · 60eMėgelaitis · 66e Laukžemis · 90+1e Utkus | Spectateurs : 2 278 Arbitrage : Igor Pajac Arbitre vidéo : Dario Bel | Spectateurs : 2 278 Arbitrage : Igor Pajac Arbitre vidéo : Dario Bel |

|       | Luxembourg   | 0 - 2   | Turquie                            | Stade de Luxembourg, Luxembourg                                            |                                                                            |
| 20h45 |              | (0 - 1) | 37e (pen.) Çalhanoğlu · 76e Dursun | Spectateurs : 9 374 Arbitrage : Antonio Nobre Arbitre vidéo : Luis Godinho | Spectateurs : 9 374 Arbitrage : Antonio Nobre Arbitre vidéo : Luis Godinho |
| 20h45 | Barreiro 35e | Rapport |                                    | Spectateurs : 9 374 Arbitrage : Antonio Nobre Arbitre vidéo : Luis Godinho | Spectateurs : 9 374 Arbitrage : Antonio Nobre Arbitre vidéo : Luis Godinho |

| 4e journée         | Luxembourg                                 | 2 - 2   | Îles Féroé        | Stade de Luxembourg, Luxembourg                                            |                                                                            |
| 14 juin 2022 20h45 | Rodrigues 12e (pen.) · Martins Pereira 49e | (1 - 0) | 57e 59e Bjartalíð | Spectateurs : 5 325 Arbitrage : Michael Fabbri Arbitre vidéo : Marco Guida | Spectateurs : 5 325 Arbitrage : Michael Fabbri Arbitre vidéo : Marco Guida |
| 14 juin 2022 20h45 | Rodrigues 71e                              | Rapport |                   | Spectateurs : 5 325 Arbitrage : Michael Fabbri Arbitre vidéo : Marco Guida | Spectateurs : 5 325 Arbitrage : Michael Fabbri Arbitre vidéo : Marco Guida |

|       | Turquie                           | 2 - 0   | Lituanie                                                      | Stade Gürsel Aksel, Izmir                                                         |                                                                                   |
| 20h45 | Ayhan 37e · Çalhanoğlu 54e (pen.) | (1 - 0) |                                                               | Spectateurs : 14 694 Arbitrage : Stéphanie Frappart Arbitre vidéo : Benoît Millot | Spectateurs : 14 694 Arbitrage : Stéphanie Frappart Arbitre vidéo : Benoît Millot |
| 20h45 |                                   | Rapport | 31e Baravykas · 48e Černych · 53e Armanavičius · 80e Milašius | Spectateurs : 14 694 Arbitrage : Stéphanie Frappart Arbitre vidéo : Benoît Millot | Spectateurs : 14 694 Arbitrage : Stéphanie Frappart Arbitre vidéo : Benoît Millot |

| 5e journée              | Lituanie   | 1 - 1   | Îles Féroé    | Stade LFF, Vilnius                                                                    |                                                                                       |
| 22 septembre 2022 20h45 | Slivka 41e | (1 - 1) | 22e Andreasen | Spectateurs : 2 376 Arbitrage : Vilhjalmur Thorarinsson Arbitre vidéo : Pascal Müller | Spectateurs : 2 376 Arbitrage : Vilhjalmur Thorarinsson Arbitre vidéo : Pascal Müller |
| 22 septembre 2022 20h45 | Rapport    |         |               | Spectateurs : 2 376 Arbitrage : Vilhjalmur Thorarinsson Arbitre vidéo : Pascal Müller | Spectateurs : 2 376 Arbitrage : Vilhjalmur Thorarinsson Arbitre vidéo : Pascal Müller |

|       | Turquie                                          | 3 - 3   | Luxembourg                               | Stade Fatih-Terim de Başakşehir, Istanbul                                      |                                                                                |
| 20h45 | Ünder 16e (pen.) · Chanot 39e (csc) · Yüksek 87e | (2 - 2) | 8e da Graça · 37e Sinani · 69e Rodrigues | Spectateurs : 12 708 Arbitrage : Tobias Stieler Arbitre vidéo : Benjamin Brand | Spectateurs : 12 708 Arbitrage : Tobias Stieler Arbitre vidéo : Benjamin Brand |
| 20h45 | Rapport                                          |         |                                          | Spectateurs : 12 708 Arbitrage : Tobias Stieler Arbitre vidéo : Benjamin Brand | Spectateurs : 12 708 Arbitrage : Tobias Stieler Arbitre vidéo : Benjamin Brand |

| 6e journée              | Îles Féroé                    | 2 - 1   | Turquie    | Tórsvøllur, Tórshavn                                                       |                                                                            |
| 25 septembre 2022 20h45 | Davidsen 51e · Edmundsson 59e | (0 - 0) | 89e Gürler | Spectateurs : 2 056 Arbitrage : Serhiy Boyko Arbitre vidéo : Luca Pairetto | Spectateurs : 2 056 Arbitrage : Serhiy Boyko Arbitre vidéo : Luca Pairetto |
| 25 septembre 2022 20h45 | Rapport                       |         |            | Spectateurs : 2 056 Arbitrage : Serhiy Boyko Arbitre vidéo : Luca Pairetto | Spectateurs : 2 056 Arbitrage : Serhiy Boyko Arbitre vidéo : Luca Pairetto |

|       | Luxembourg    | 1 - 0   | Lituanie | Stade de Luxembourg, Luxembourg                                                      |                                                                                      |
| 20h45 | Rodrigues 89e | (0 - 0) |          | Spectateurs : 5 340 Arbitrage : Giorgi Kruashvili Arbitre vidéo : Tomasz Kwiatkowski | Spectateurs : 5 340 Arbitrage : Giorgi Kruashvili Arbitre vidéo : Tomasz Kwiatkowski |
| 20h45 | Rapport       |         |          | Spectateurs : 5 340 Arbitrage : Giorgi Kruashvili Arbitre vidéo : Tomasz Kwiatkowski | Spectateurs : 5 340 Arbitrage : Giorgi Kruashvili Arbitre vidéo : Tomasz Kwiatkowski |

### Groupe 2
| Rang | Équipe          | Pts | J | G | N | P | Bp | Bc | Diff |  | Résultats (▼ dom., ► ext.) |     |     |     |     |
| ---- | --------------- | --- | - | - | - | - | -- | -- | ---- |  | -------------------------- | --- | --- | --- | --- |
| 1    | Grèce           | 15  | 6 | 5 | 0 | 1 | 10 | 2  | +8   |  | Grèce                      |     | 2-0 | 3-1 | 3-0 |
| 2    | Kosovo          | 9   | 6 | 3 | 0 | 3 | 11 | 8  | +3   |  | Kosovo                     | 0-1 |     | 3-2 | 5-1 |
| 3    | Irlande du Nord | 5   | 6 | 1 | 2 | 3 | 7  | 10 | -3   |  | Irlande du Nord            | 0-1 | 2-1 |     | 2-2 |
| 4    | Chypre          | 5   | 6 | 1 | 2 | 3 | 4  | 12 | -8   |  | Chypre                     | 1-0 | 0-2 | 0-0 |     |

| 1re journée       | Chypre  | 0 - 2   | Kosovo                     | AEK Arena - Georgios Karapatakis, Larnaca                                        |                                                                                  |
| 2 juin 2022 18h00 |         | (0 - 0) | 65e Berisha · 78e Zhegrova | Spectateurs : 1 550 Arbitrage : Jérôme Brisard Arbitre vidéo : Pierre Gaillouste | Spectateurs : 1 550 Arbitrage : Jérôme Brisard Arbitre vidéo : Pierre Gaillouste |
| 2 juin 2022 18h00 | Rapport |         |                            | Spectateurs : 1 550 Arbitrage : Jérôme Brisard Arbitre vidéo : Pierre Gaillouste | Spectateurs : 1 550 Arbitrage : Jérôme Brisard Arbitre vidéo : Pierre Gaillouste |

|       | Irlande du Nord | 0 - 1   | Grèce         | Windsor Park, Belfast                                                               |                                                                                     |
| 20h45 |                 | (0 - 1) | 39e Bakasétas | Spectateurs : 16 977 Arbitrage : Erik Lambrechts Arbitre vidéo : Bram van Driessche | Spectateurs : 16 977 Arbitrage : Erik Lambrechts Arbitre vidéo : Bram van Driessche |
| 20h45 | Rapport         |         |               | Spectateurs : 16 977 Arbitrage : Erik Lambrechts Arbitre vidéo : Bram van Driessche | Spectateurs : 16 977 Arbitrage : Erik Lambrechts Arbitre vidéo : Bram van Driessche |

| 2e journée        | Chypre  | 0 - 0 | Irlande du Nord | AEK Arena - Georgios Karapatakis, Larnaca                                  |                                                                            |
| 5 juin 2022 18h00 |         |       |                 | Spectateurs : 1 663 Arbitrage : Enea Jorgji Arbitre vidéo : Daniele Chiffi | Spectateurs : 1 663 Arbitrage : Enea Jorgji Arbitre vidéo : Daniele Chiffi |
| 5 juin 2022 18h00 | Rapport |       |                 | Spectateurs : 1 663 Arbitrage : Enea Jorgji Arbitre vidéo : Daniele Chiffi | Spectateurs : 1 663 Arbitrage : Enea Jorgji Arbitre vidéo : Daniele Chiffi |

|       | Kosovo  | 0 - 1   | Grèce         | Stade de Fadil Vokrri, Pristina                                              |                                                                              |
| 20h45 |         | (0 - 1) | 36e Bakasétas | Spectateurs : 12 300 Arbitrage : John Beaton Arbitre vidéo : Jochem Kamphuis | Spectateurs : 12 300 Arbitrage : John Beaton Arbitre vidéo : Jochem Kamphuis |
| 20h45 | Rapport |         |               | Spectateurs : 12 300 Arbitrage : John Beaton Arbitre vidéo : Jochem Kamphuis | Spectateurs : 12 300 Arbitrage : John Beaton Arbitre vidéo : Jochem Kamphuis |

| 3e journée        | Grèce                                     | 3 - 0   | Chypre | Stade Panthessaliko, Vólos                                                     |                                                                                |
| 9 juin 2022 20h45 | Bakasétas 8e · Pavlídis 20e · Limniós 48e | (2 - 0) |        | Spectateurs : 12 418 Arbitrage : Tamás Bognár Arbitre vidéo : Sascha Stegemann | Spectateurs : 12 418 Arbitrage : Tamás Bognár Arbitre vidéo : Sascha Stegemann |
| 9 juin 2022 20h45 | Rapport                                   |         |        | Spectateurs : 12 418 Arbitrage : Tamás Bognár Arbitre vidéo : Sascha Stegemann | Spectateurs : 12 418 Arbitrage : Tamás Bognár Arbitre vidéo : Sascha Stegemann |

|       | Kosovo                        | 3 - 2   | Irlande du Nord          | Stade de Fadil Vokrri, Pristina                                             |                                                                             |
| 20h45 | Muriqi 9e (pen.) · Bytyqi 19e | (2 - 1) | 44e Lavery · 83e Ballard | Spectateurs : 11 700 Arbitrage : Jakob Kehlet Arbitre vidéo : Rob Dieperink | Spectateurs : 11 700 Arbitrage : Jakob Kehlet Arbitre vidéo : Rob Dieperink |
| 20h45 | Rapport                       |         |                          | Spectateurs : 11 700 Arbitrage : Jakob Kehlet Arbitre vidéo : Rob Dieperink | Spectateurs : 11 700 Arbitrage : Jakob Kehlet Arbitre vidéo : Rob Dieperink |

| 4e journée         | Irlande du Nord          | 2 - 2   | Chypre            | Windsor Park, Belfast                                                                |                                                                                      |
| 12 juin 2022 15h00 | McNair 71e · Evans 90+4e | (0 - 1) | 32e 51e Kakoullís | Spectateurs : 16 454 Arbitrage : Ricardo de Burgos Arbitre vidéo : José Luis Munuera | Spectateurs : 16 454 Arbitrage : Ricardo de Burgos Arbitre vidéo : José Luis Munuera |
| 12 juin 2022 15h00 | Rapport                  |         |                   | Spectateurs : 16 454 Arbitrage : Ricardo de Burgos Arbitre vidéo : José Luis Munuera | Spectateurs : 16 454 Arbitrage : Ricardo de Burgos Arbitre vidéo : José Luis Munuera |

|       | Grèce                            | 2 - 0   | Kosovo | Stade Panthessaliko, Vólos                                                                   |                                                                                              |
| 20h45 | Giakoumákis 71e · Mántalos 90+9e | (0 - 0) |        | Spectateurs : 15 367 Arbitrage : Julian Weinberger Arbitre vidéo : Christian-Petru Ciochirca | Spectateurs : 15 367 Arbitrage : Julian Weinberger Arbitre vidéo : Christian-Petru Ciochirca |
| 20h45 | Rapport                          |         |        | Spectateurs : 15 367 Arbitrage : Julian Weinberger Arbitre vidéo : Christian-Petru Ciochirca | Spectateurs : 15 367 Arbitrage : Julian Weinberger Arbitre vidéo : Christian-Petru Ciochirca |

| 5e journée              | Irlande du Nord            | 2 - 1   | Kosovo     | Windsor Park, Belfast                                                       |                                                                             |
| 24 septembre 2022 18h00 | Whyte 82e · Magennis 90+3e | (0 - 0) | 58e Muriqi | Spectateurs : 17 148 Arbitrage : Glenn Nyberg Arbitre vidéo : Rob Dieperink | Spectateurs : 17 148 Arbitrage : Glenn Nyberg Arbitre vidéo : Rob Dieperink |
| 24 septembre 2022 18h00 | Rapport                    |         |            | Spectateurs : 17 148 Arbitrage : Glenn Nyberg Arbitre vidéo : Rob Dieperink | Spectateurs : 17 148 Arbitrage : Glenn Nyberg Arbitre vidéo : Rob Dieperink |

|       | Chypre      | 1 - 0   | Grèce | AEK Arena - Georgios Karapatakis, Larnaca                                           |                                                                                     |
| 20h45 | Tzionis 18e | (1 - 0) |       | Spectateurs : 4 548 Arbitrage : Aleksei Kulbakov Arbitre vidéo : Bartosz Frankowski | Spectateurs : 4 548 Arbitrage : Aleksei Kulbakov Arbitre vidéo : Bartosz Frankowski |
| 20h45 | Rapport     |         |       | Spectateurs : 4 548 Arbitrage : Aleksei Kulbakov Arbitre vidéo : Bartosz Frankowski | Spectateurs : 4 548 Arbitrage : Aleksei Kulbakov Arbitre vidéo : Bartosz Frankowski |

| 6e journée              | Grèce                                    | 3 - 1   | Irlande du Nord | Stade Georgios Kamaras, Athènes                                           |                                                                           |
| 27 septembre 2022 20h45 | Pélkas 14e · Masoúras 55e · Mántalos 80e | (1 - 1) | 18e Lavery      | Spectateurs : 5 871 Arbitrage : Filip Glova Arbitre vidéo : Tiago Martins | Spectateurs : 5 871 Arbitrage : Filip Glova Arbitre vidéo : Tiago Martins |
| 27 septembre 2022 20h45 | Rapport                                  |         |                 | Spectateurs : 5 871 Arbitrage : Filip Glova Arbitre vidéo : Tiago Martins | Spectateurs : 5 871 Arbitrage : Filip Glova Arbitre vidéo : Tiago Martins |

|       | Kosovo                                                      | 5 - 1   | Chypre      | Stade de Fadil Vokrri, Pristina                                                   |                                                                                   |
| 20h45 | Muslija 22e · Rrudhani 45+1e · Rashani 47e · Muriqi 52e 84e | (2 - 0) | 81e Roberge | Spectateurs : 10 400 Arbitrage : Kristo Tohver Arbitre vidéo : Gianluca Aureliano | Spectateurs : 10 400 Arbitrage : Kristo Tohver Arbitre vidéo : Gianluca Aureliano |
| 20h45 | Rapport                                                     |         |             | Spectateurs : 10 400 Arbitrage : Kristo Tohver Arbitre vidéo : Gianluca Aureliano | Spectateurs : 10 400 Arbitrage : Kristo Tohver Arbitre vidéo : Gianluca Aureliano |

### Groupe 3
| Rang | Équipe      | Pts | J | G | N | P | Bp | Bc | Diff |  | Résultats (▼ dom., ► ext.) |     |     |     |     |
| ---- | ----------- | --- | - | - | - | - | -- | -- | ---- |  | -------------------------- | --- | --- | --- | --- |
| 1    | Kazakhstan  | 13  | 6 | 4 | 1 | 1 | 8  | 6  | +2   |  | Kazakhstan                 |     | 2-0 | 2-1 | 2-1 |
| 2    | Azerbaïdjan | 10  | 6 | 3 | 1 | 2 | 7  | 4  | +3   |  | Azerbaïdjan                | 3-0 |     | 0-1 | 2-0 |
| 3    | Slovaquie   | 7   | 6 | 2 | 1 | 3 | 5  | 6  | -1   |  | Slovaquie                  | 0-1 | 1-2 |     | 1-1 |
| 4    | Biélorussie | 3   | 6 | 0 | 3 | 3 | 3  | 7  | -4   |  | Biélorussie                | 1-1 | 0-0 | 0-1 |     |

| 1re journée       | Kazakhstan       | 2 - 0   | Azerbaïdjan | Astana Arena, Nour-Soultan                                               |                                                                          |
| 3 juin 2022 16h00 | Aimbetov 50e 60e | (0 - 0) |             | Spectateurs : 19 823 Arbitrage : István Vad Arbitre vidéo : Duje Strukan | Spectateurs : 19 823 Arbitrage : István Vad Arbitre vidéo : Duje Strukan |
| 3 juin 2022 16h00 | Rapport          |         |             | Spectateurs : 19 823 Arbitrage : István Vad Arbitre vidéo : Duje Strukan | Spectateurs : 19 823 Arbitrage : István Vad Arbitre vidéo : Duje Strukan |

|       | Biélorussie | 0 - 1   | Slovaquie  | Stade Karađorđe, Novi Sad ( Serbie)                                          |                                                                              |
| 20h45 |             | (0 - 0) | 61e Suslov | Spectateurs : 0 Arbitrage : Stéphanie Frappart Arbitre vidéo : Benoît Millot | Spectateurs : 0 Arbitrage : Stéphanie Frappart Arbitre vidéo : Benoît Millot |
| 20h45 | Rapport     |         |            | Spectateurs : 0 Arbitrage : Stéphanie Frappart Arbitre vidéo : Benoît Millot | Spectateurs : 0 Arbitrage : Stéphanie Frappart Arbitre vidéo : Benoît Millot |

| 2e journée        | Biélorussie | 0 - 0 | Azerbaïdjan | Stade Karađorđe, Novi Sad ( Serbie)                                          |                                                                              |
| 6 juin 2022 20h45 |             |       |             | Spectateurs : 0 Arbitrage : Mohammed Al-Hakim Arbitre vidéo : Andreas Ekberg | Spectateurs : 0 Arbitrage : Mohammed Al-Hakim Arbitre vidéo : Andreas Ekberg |
| 6 juin 2022 20h45 | Rapport     |       |             | Spectateurs : 0 Arbitrage : Mohammed Al-Hakim Arbitre vidéo : Andreas Ekberg | Spectateurs : 0 Arbitrage : Mohammed Al-Hakim Arbitre vidéo : Andreas Ekberg |

|       | Slovaquie | 0 - 1   | Kazakhstan    | Stade Antona-Malatinského, Trnava                                        |                                                                          |
| 20h45 |           | (0 - 1) | 26e Darabayev | Spectateurs : 4 146 Arbitrage : Kristo Tohver Arbitre vidéo : Fedayi San | Spectateurs : 4 146 Arbitrage : Kristo Tohver Arbitre vidéo : Fedayi San |
| 20h45 | Rapport   |         |               | Spectateurs : 4 146 Arbitrage : Kristo Tohver Arbitre vidéo : Fedayi San | Spectateurs : 4 146 Arbitrage : Kristo Tohver Arbitre vidéo : Fedayi San |

| 3e journée         | Azerbaïdjan | 0 - 1   | Slovaquie | Dalga Arena, Mardakan                                                           |                                                                                 |
| 10 juin 2022 18h00 |             | (0 - 0) | 81e Weiss | Spectateurs : 2 967 Arbitrage : Donatas Rumšas Arbitre vidéo : Andris Treimanis | Spectateurs : 2 967 Arbitrage : Donatas Rumšas Arbitre vidéo : Andris Treimanis |
| 10 juin 2022 18h00 | Rapport     |         |           | Spectateurs : 2 967 Arbitrage : Donatas Rumšas Arbitre vidéo : Andris Treimanis | Spectateurs : 2 967 Arbitrage : Donatas Rumšas Arbitre vidéo : Andris Treimanis |

|       | Biélorussie   | 1 - 1   | Kazakhstan   | Stade Karađorđe, Novi Sad ( Serbie)                                                          |                                                                                              |
| 20h45 | Malkevich 84e | (0 - 1) | 13e Aimbetov | Spectateurs : 0 Arbitrage : Manuel Schuettengruber Arbitre vidéo : Christian-Petru Ciochirca | Spectateurs : 0 Arbitrage : Manuel Schuettengruber Arbitre vidéo : Christian-Petru Ciochirca |
| 20h45 | Rapport       |         |              | Spectateurs : 0 Arbitrage : Manuel Schuettengruber Arbitre vidéo : Christian-Petru Ciochirca | Spectateurs : 0 Arbitrage : Manuel Schuettengruber Arbitre vidéo : Christian-Petru Ciochirca |

| 4e journée         | Kazakhstan                    | 2 - 1   | Slovaquie | Astana Arena, Nour-Soultan                                                        |                                                                                   |
| 13 juin 2022 16h00 | Vorogovskiy 18e · Astanov 39e | (2 - 0) | 51e Bero  | Spectateurs : 28 745 Arbitrage : Bram van Driessche Arbitre vidéo : Rob Dieperink | Spectateurs : 28 745 Arbitrage : Bram van Driessche Arbitre vidéo : Rob Dieperink |
| 13 juin 2022 16h00 | Rapport                       |         |           | Spectateurs : 28 745 Arbitrage : Bram van Driessche Arbitre vidéo : Rob Dieperink | Spectateurs : 28 745 Arbitrage : Bram van Driessche Arbitre vidéo : Rob Dieperink |

|       | Azerbaïdjan                  | 2 - 0   | Biélorussie | Dalga Arena, Mardakan                                                                            |                                                                                                  |
| 18h00 | Emreli 76e · Sheydayev 90+3e | (0 - 0) |             | Spectateurs : 2 330 Arbitrage : Anastasios Papapetrou Arbitre vidéo : Aristotelis Diamantopoulos | Spectateurs : 2 330 Arbitrage : Anastasios Papapetrou Arbitre vidéo : Aristotelis Diamantopoulos |
| 18h00 | Rapport                      |         |             | Spectateurs : 2 330 Arbitrage : Anastasios Papapetrou Arbitre vidéo : Aristotelis Diamantopoulos | Spectateurs : 2 330 Arbitrage : Anastasios Papapetrou Arbitre vidéo : Aristotelis Diamantopoulos |

| 5e journée              | Kazakhstan                     | 2 - 1   | Biélorussie    | Astana Arena, Nour-Soultan                                                    |                                                                               |
| 22 septembre 2022 16h00 | Gabyshev 29e · Zaynutdinov 79e | (1 - 1) | 45+3e Savitski | Spectateurs : 29 637 Arbitrage : Horatiu Fesnic Arbitre vidéo : Dennis Higler | Spectateurs : 29 637 Arbitrage : Horatiu Fesnic Arbitre vidéo : Dennis Higler |
| 22 septembre 2022 16h00 | Rapport                        |         |                | Spectateurs : 29 637 Arbitrage : Horatiu Fesnic Arbitre vidéo : Dennis Higler | Spectateurs : 29 637 Arbitrage : Horatiu Fesnic Arbitre vidéo : Dennis Higler |

|       | Slovaquie          | 1 - 2   | Azerbaïdjan                    | Stade Antona-Malatinského, Trnava                                           |                                                                             |
| 20h45 | Jirka 90+3e (pen.) | (0 - 1) | 44e Dadashov · 90+5e Haghverdi | Spectateurs : 2 875 Arbitrage : William Collum Arbitre vidéo : Peter Bankes | Spectateurs : 2 875 Arbitrage : William Collum Arbitre vidéo : Peter Bankes |
| 20h45 | Rapport            |         |                                | Spectateurs : 2 875 Arbitrage : William Collum Arbitre vidéo : Peter Bankes | Spectateurs : 2 875 Arbitrage : William Collum Arbitre vidéo : Peter Bankes |

| 6e journée              | Azerbaïdjan                                      | 3 - 0   | Kazakhstan | Dalga Arena, Bakou                                                         |                                                                            |
| 25 septembre 2022 18h00 | Marochkin 66e (csc) · Ozobić 74e · Nuriyev 90+1e | (0 - 0) |            | Spectateurs : 2 950 Arbitrage : Harm Osmers Arbitre vidéo : Benjamin Brand | Spectateurs : 2 950 Arbitrage : Harm Osmers Arbitre vidéo : Benjamin Brand |
| 25 septembre 2022 18h00 | Rapport                                          |         |            | Spectateurs : 2 950 Arbitrage : Harm Osmers Arbitre vidéo : Benjamin Brand | Spectateurs : 2 950 Arbitrage : Harm Osmers Arbitre vidéo : Benjamin Brand |

|       | Slovaquie  | 1 - 1   | Biélorussie | TSC Arena, Bačka Topola ( Serbie)                                           |                                                                             |
| 18h00 | Zreľák 65e | (0 - 1) | 45e Bakhar  | Spectateurs : 524 Arbitrage : Nikola Dabanović Arbitre vidéo : Duje Strukan | Spectateurs : 524 Arbitrage : Nikola Dabanović Arbitre vidéo : Duje Strukan |
| 18h00 | Rapport    |         |             | Spectateurs : 524 Arbitrage : Nikola Dabanović Arbitre vidéo : Duje Strukan | Spectateurs : 524 Arbitrage : Nikola Dabanović Arbitre vidéo : Duje Strukan |

### Groupe 4
| Rang | Équipe            | Pts | J | G | N | P | Bp | Bc | Diff |  | Résultats (▼ dom., ► ext.) |     |     |     |     |
| ---- | ----------------- | --- | - | - | - | - | -- | -- | ---- |  | -------------------------- | --- | --- | --- | --- |
| 1    | Géorgie           | 16  | 6 | 5 | 1 | 0 | 16 | 3  | +13  |  | Géorgie                    |     | 0-0 | 2-0 | 4-0 |
| 2    | Bulgarie          | 9   | 6 | 2 | 3 | 1 | 10 | 8  | +2   |  | Bulgarie                   | 2-5 |     | 1-1 | 5-1 |
| 3    | Macédoine du Nord | 7   | 6 | 2 | 1 | 3 | 7  | 7  | 0    |  | Macédoine du Nord          | 0-3 | 0-1 |     | 4-0 |
| 4    | Gibraltar         | 1   | 6 | 0 | 1 | 5 | 3  | 18 | -15  |  | Gibraltar                  | 1-2 | 1-1 | 0-2 |     |

| 1re journée       | Géorgie                                                           | 4 - 0   | Gibraltar | Stade Boris-Paichadze, Tbilissi                                            |                                                                            |
| 2 juin 2022 18h00 | Kvaratskhelia 12e · Kashia 33e · Mikautadze 87e · Qazaishvili 88e | (2 - 0) |           | Spectateurs : 43 412 Arbitrage : Morten Krogh Arbitre vidéo : Peter Bankes | Spectateurs : 43 412 Arbitrage : Morten Krogh Arbitre vidéo : Peter Bankes |
| 2 juin 2022 18h00 | Rapport                                                           |         |           | Spectateurs : 43 412 Arbitrage : Morten Krogh Arbitre vidéo : Peter Bankes | Spectateurs : 43 412 Arbitrage : Morten Krogh Arbitre vidéo : Peter Bankes |

|       | Bulgarie     | 1 - 1   | Macédoine du Nord | Ludogorets Arena, Razgrad                                                       |                                                                                 |
| 18h00 | Despodov 13e | (1 - 0) | 50e M. Ristovski  | Spectateurs : 8 275 Arbitrage : Jérémie Pignard Arbitre vidéo : Eric Wattellier | Spectateurs : 8 275 Arbitrage : Jérémie Pignard Arbitre vidéo : Eric Wattellier |
| 18h00 | Rapport      |         |                   | Spectateurs : 8 275 Arbitrage : Jérémie Pignard Arbitre vidéo : Eric Wattellier | Spectateurs : 8 275 Arbitrage : Jérémie Pignard Arbitre vidéo : Eric Wattellier |

| 2e journée        | Gibraltar | 0 - 2   | Macédoine du Nord        | Victoria Stadium, Gibraltar                                                    |                                                                                |
| 5 juin 2022 18h00 |           | (0 - 1) | 21e Bardhi · 84e Nikolov | Spectateurs : 703 Arbitrage : Alain Durieux Arbitre vidéo : Bram Van Driessche | Spectateurs : 703 Arbitrage : Alain Durieux Arbitre vidéo : Bram Van Driessche |
| 5 juin 2022 18h00 | Rapport   |         |                          | Spectateurs : 703 Arbitrage : Alain Durieux Arbitre vidéo : Bram Van Driessche | Spectateurs : 703 Arbitrage : Alain Durieux Arbitre vidéo : Bram Van Driessche |

|       | Bulgarie                 | 2 - 5   | Géorgie                                                                                              | Ludogorets Arena, Razgrad                                                   |                                                                             |
| 20h45 | Iliev 50e · Stefanov 83e | (0 - 2) | 4e Davitashvili · 31e (csc) A. Hristov · 52e Zivzivadze · 58e (pen.) Kvaratskhelia · 69e Qazaishvili | Spectateurs : 3 600 Arbitrage : Fabio Maresca Arbitre vidéo : Luca Pairetto | Spectateurs : 3 600 Arbitrage : Fabio Maresca Arbitre vidéo : Luca Pairetto |
| 20h45 | Rapport                  |         | | Spectateurs : 3 600 Arbitrage : Fabio Maresca Arbitre vidéo : Luca Pairetto | Spectateurs : 3 600 Arbitrage : Fabio Maresca Arbitre vidéo : Luca Pairetto |

| 3e journée        | Gibraltar         | 1 - 1   | Bulgarie         | Victoria Stadium, Gibraltar                                                  |                                                                              |
| 9 juin 2022 20h45 | Walker 61e (pen.) | (0 - 1) | 45+1e G. Minchev | Spectateurs : 1 427 Arbitrage : Petri Viljanen Arbitre vidéo : Pascal Müller | Spectateurs : 1 427 Arbitrage : Petri Viljanen Arbitre vidéo : Pascal Müller |
| 9 juin 2022 20h45 | Rapport           |         |                  | Spectateurs : 1 427 Arbitrage : Petri Viljanen Arbitre vidéo : Pascal Müller | Spectateurs : 1 427 Arbitrage : Petri Viljanen Arbitre vidéo : Pascal Müller |

|       | Macédoine du Nord | 0 - 3   | Géorgie                                              | Stade national Toše-Proeski, Skopje                                            |                                                                                |
| 20h45 |                   | (0 - 0) | 52e Zivzivadze · 62e Kvaratskhelia · 84e Kiteishvili | Spectateurs : 10 775 Arbitrage : Roi Reinshreiber Arbitre vidéo : David Fuxman | Spectateurs : 10 775 Arbitrage : Roi Reinshreiber Arbitre vidéo : David Fuxman |
| 20h45 | Rapport           |         |                                                      | Spectateurs : 10 775 Arbitrage : Roi Reinshreiber Arbitre vidéo : David Fuxman | Spectateurs : 10 775 Arbitrage : Roi Reinshreiber Arbitre vidéo : David Fuxman |

| 4e journée         | Géorgie | 0 - 0 | Bulgarie | Stade Boris-Paichadze, Tbilissi                                           |                                                                           |
| 12 juin 2022 18h00 |         |       |          | Spectateurs : 54 200 Arbitrage : Espen Eskås Arbitre vidéo : Sören Storks | Spectateurs : 54 200 Arbitrage : Espen Eskås Arbitre vidéo : Sören Storks |
| 12 juin 2022 18h00 | Rapport |       |          | Spectateurs : 54 200 Arbitrage : Espen Eskås Arbitre vidéo : Sören Storks | Spectateurs : 54 200 Arbitrage : Espen Eskås Arbitre vidéo : Sören Storks |

|       | Macédoine du Nord                                            | 4 - 0   | Gibraltar | Stade national Toše-Proeski, Skopje                                           |                                                                               |
| 18h00 | Bardhi 4e · Torrilla 14e (csc) · Miovski 16e · Churlinov 31e | (4 - 0) |           | Spectateurs : 4 750 Arbitrage : Dumitri Muntean Arbitre vidéo : Michál Ocenáš | Spectateurs : 4 750 Arbitrage : Dumitri Muntean Arbitre vidéo : Michál Ocenáš |
| 18h00 | Rapport                                                      |         |           | Spectateurs : 4 750 Arbitrage : Dumitri Muntean Arbitre vidéo : Michál Ocenáš | Spectateurs : 4 750 Arbitrage : Dumitri Muntean Arbitre vidéo : Michál Ocenáš |

| 5e journée              | Géorgie                               | 2 - 0   | Macédoine du Nord | Stade Boris-Paichadze, Tbilissi                                             |                                                                             |
| 23 septembre 2022 18h00 | Miovski 35e (csc) · Kvaratskhelia 64e | (1 - 0) |                   | Spectateurs : 54 200 Arbitrage : Ivan Kružliak Arbitre vidéo : Paolo Valeri | Spectateurs : 54 200 Arbitrage : Ivan Kružliak Arbitre vidéo : Paolo Valeri |
| 23 septembre 2022 18h00 | Rapport                               |         |                   | Spectateurs : 54 200 Arbitrage : Ivan Kružliak Arbitre vidéo : Paolo Valeri | Spectateurs : 54 200 Arbitrage : Ivan Kružliak Arbitre vidéo : Paolo Valeri |

|       | Bulgarie                                                           | 5 - 1   | Gibraltar        | Ludogorets Arena, Razgrad                                                   |                                                                             |
| 20h45 | Antov 23e · Despodov 36e · Kirilov 52e · Stefanov 55e · Petkov 81e | (2 - 1) | 26e R. Chipolina | Spectateurs : 1 540 Arbitrage : Pavel Orel Arbitre vidéo : Sascha Stegemann | Spectateurs : 1 540 Arbitrage : Pavel Orel Arbitre vidéo : Sascha Stegemann |
| 20h45 | Rapport                                                            |         |                  | Spectateurs : 1 540 Arbitrage : Pavel Orel Arbitre vidéo : Sascha Stegemann | Spectateurs : 1 540 Arbitrage : Pavel Orel Arbitre vidéo : Sascha Stegemann |

| 6e journée              | Gibraltar    | 1 - 2   | Géorgie                                     | Victoria Stadium, Gibraltar                                            |                                                                        |
| 26 septembre 2022 20h45 | Annesley 75e | (0 - 1) | 19e (pen.) Kvaratskhelia · 48e Tsitaichvili | Spectateurs : 1 199 Arbitrage : Rob Harvey Arbitre vidéo : David Coote | Spectateurs : 1 199 Arbitrage : Rob Harvey Arbitre vidéo : David Coote |
| 26 septembre 2022 20h45 | Rapport      |         |                                             | Spectateurs : 1 199 Arbitrage : Rob Harvey Arbitre vidéo : David Coote | Spectateurs : 1 199 Arbitrage : Rob Harvey Arbitre vidéo : David Coote |

|       | Macédoine du Nord | 0 - 1   | Bulgarie     | Stade national Toše-Proeski, Skopje                                                          |                                                                                              |
| 20h45 |                   | (0 - 1) | 50e Despodov | Spectateurs : 20 173 Arbitrage : Julian Weinberger Arbitre vidéo : Christian-Petru Ciochirca | Spectateurs : 20 173 Arbitrage : Julian Weinberger Arbitre vidéo : Christian-Petru Ciochirca |
| 20h45 | Rapport           |         |              | Spectateurs : 20 173 Arbitrage : Julian Weinberger Arbitre vidéo : Christian-Petru Ciochirca | Spectateurs : 20 173 Arbitrage : Julian Weinberger Arbitre vidéo : Christian-Petru Ciochirca |

#### Match de relégation
Les équipes en quatrième position dans chaque groupe de la Ligue C sont classées de la position 1 à la position 4 sur la base du classement général de la Ligue des nations, et disputent les matches de relégation.
L’équipe classée en position 1 (45e) joue contre l’équipe en position 4 (48e) et l’équipe classée en position 2 (46e) joue contre l’équipe en position 3 (47e).
Les matches de relégation sont disputés selon le système à élimination directe en matchs aller-retour.
Si une équipe devant disputer les matches de relégation est qualifiée pour les matches de barrage en vue du Championnat d'Europe de football 2024, aucun match de relégation n’est disputé, et les équipes de la Ligue C placées en 47e et en 48e position dans le classement général sont reléguées.
Le 2 décembre 2023, l'UEFA publie la procédure de tirage au sort au vu de l'édition 2024/2025, la Russie (toujours suspendue de toute compétition) ne fait pas partie de la liste d'accès, un rééquilibrage a donc lieu en Ligue C. L'équipe de Chypre et de la Biélorussie (qui devaient respectivement affronter la Lituanie et Gibraltar) sont finalement maintenues en Ligue C pour la prochaine édition, tandis que la Lituanie et Gibraltar s'affronteront en mars 2024 pour la dernière place en Ligue C.
| Rang | Équipe                 | Pts | J | G | N | P | Bp | Bc | Diff |
| ---- | ---------------------- | --- | - | - | - | - | -- | -- | ---- |
| 45   | Chypre (Groupe 2)      | 5   | 6 | 1 | 2 | 3 | 4  | 12 | -8   |
| 46   | Biélorussie (Groupe 3) | 3   | 6 | 0 | 3 | 3 | 3  | 7  | -4   |
| 47   | Lituanie (Groupe 1)    | 1   | 6 | 0 | 1 | 5 | 2  | 14 | -12  |
| 48   | Gibraltar (Groupe 4)   | 1   | 6 | 0 | 1 | 5 | 3  | 18 | -15  |

| Équipe    | Aller | Total | Retour | Équipe   |
| --------- | ----- | ----- | ------ | -------- |
| Gibraltar | 0 - 1 | 0 - 2 | 0 - 1  | Lituanie |

| Match aller        | Gibraltar | 0 - 1   | Lituanie  | Stade de l'Algarve, Almancil Modèle:NoteEfn     |                                                 |
| 21 mars 2024 20h45 |           | (0 - 0) | 60e Kučys | Spectateurs : 207 Arbitrage : Giorgi Kruashvili | Spectateurs : 207 Arbitrage : Giorgi Kruashvili |
| 21 mars 2024 20h45 | Rapport   |         |           | Spectateurs : 207 Arbitrage : Giorgi Kruashvili | Spectateurs : 207 Arbitrage : Giorgi Kruashvili |

| Match retour       | Lituanie    | 1 - 0   | Gibraltar | Stade S.-Darius-et-S.-Girėnas, Kaunas        |                                              |
| 26 mars 2024 18h00 | Černych 50e | (0 - 0) |           | Spectateurs : 6 102 Arbitrage : Duje Strukan | Spectateurs : 6 102 Arbitrage : Duje Strukan |
| 26 mars 2024 18h00 | Rapport     |         |           | Spectateurs : 6 102 Arbitrage : Duje Strukan | Spectateurs : 6 102 Arbitrage : Duje Strukan |

## Classement général
Légende des classements
- Promotion en Ligue B pour la saison 2024-2025
- Barrages de relégation en Ligue D pour la saison 2024-2025

| Ligue C | Ligue C           | Ligue C                         | Ligue C | Ligue C | Ligue C | Ligue C | Ligue C | Ligue C | Ligue C | Ligue C | Ligue C |
| Rang    | Nation            | Parcours                        | Gr.     | MJ      | G       | N       | P       | Pts     | Bp      | Bc      | Diff    |
| ------- | ----------------- | ------------------------------- | ------- | ------- | ------- | ------- | ------- | ------- | ------- | ------- | ------- |
| 33e     | Géorgie           | Meilleur premier de groupe      | 4       | 6       | 5       | 1       | 0       | 16      | 16      | 3       | +13     |
| 34e     | Grèce             | 2e meilleur premier de groupe   | 2       | 6       | 5       | 0       | 1       | 15      | 10      | 2       | +8      |
| 35e     | Turquie           | 3e meilleur premier de groupe   | 1       | 6       | 4       | 1       | 1       | 13      | 18      | 5       | +13     |
| 36e     | Kazakhstan        | 4emeilleur premier de groupe    | 3       | 6       | 4       | 1       | 1       | 13      | 8       | 6       | +2      |
|         |                   |                                 |         |         |         |         |         |         |         |         |         |
| 37e     | Luxembourg        | Meilleur deuxième de groupe     | 1       | 6       | 3       | 2       | 1       | 11      | 9       | 7       | +2      |
| 38e     | Azerbaïdjan       | 2e meilleur deuxième de groupe  | 3       | 6       | 3       | 1       | 2       | 10      | 7       | 4       | +3      |
| 39e     | Kosovo            | 3e meilleur deuxième de groupe  | 2       | 6       | 3       | 0       | 3       | 9       | 11      | 8       | +3      |
| 40e     | Bulgarie          | 4e Meilleur deuxième de groupe  | 4       | 6       | 2       | 3       | 1       | 9       | 10      | 8       | +2      |
|         |                   |                                 |         |         |         |         |         |         |         |         |         |
| 41e     | Îles Féroé        | Meilleur troisième de groupe    | 1       | 6       | 2       | 2       | 2       | 8       | 7       | 10      | -3      |
| 42e     | Macédoine du Nord | 2e meilleur troisième de groupe | 4       | 6       | 2       | 1       | 3       | 7       | 7       | 7       | 0       |
| 43e     | Slovaquie         | 3e meilleur troisième de groupe | 3       | 6       | 2       | 1       | 3       | 7       | 5       | 6       | -1      |
| 44e     | Irlande du Nord   | 4e meilleur troisième de groupe | 2       | 6       | 1       | 2       | 3       | 5       | 7       | 10      | -3      |
|         |                   |                                 |         |         |         |         |         |         |         |         |         |
| 45e     | Chypre            | Meilleur quatrième de groupe    | 2       | 6       | 1       | 2       | 3       | 5       | 4       | 12      | -8      |
| 46e     | Biélorussie       | 2e meilleur quatrième de groupe | 3       | 6       | 0       | 3       | 3       | 3       | 3       | 7       | -4      |
| 47e     | Lituanie          | 3e meilleur quatrième de groupe | 1       | 6       | 0       | 1       | 5       | 1       | 2       | 14      | -12     |
| 48e     | Gibraltar         | 4e meilleur quatrième de groupe | 4       | 6       | 0       | 1       | 5       | 1       | 3       | 18      | -15     |

## Buteurs
| 5 buts - Khvicha Kvaratskhelia | 4 buts - Gerson Rodrigues - Vedat Muriqi - Serdar Dursun | 3 buts - Kiril Despodov - Anastásios Bakasétas - Abat Aimbetov - Danel Sinani |

2 buts
- Iliyan Stefanov
- Andrónikos Kakoullís
- Jákup Andreasen
- Jóannes Bjartalíð
- Viljormur Davidsen
- Valeri Qazaishvili
- Giorgi Tsitaichvili
- Budu Zivzivadze
- Pétros Mántalos
- Shayne Lavery
- Fiodor Černych
- Enis Bardhi
- Hakan Çalhanoğlu
- Halil Dervişoğlu
- Cengiz Ünder

1 but
- Renat Dadashov
- Mahir Emreli
- Hojjat Haghverdi
- Anatoliy Nuriyev
- Filip Ozobić
- Ramil Sheydayev
- Ivan Bakhar
- Vladislav Malkevich
- Pavel Savitski
- Valentin Antov
- Atanas Iliev
- Radoslav Kirilov
- Georgi Minchev
- Marin Petkov
- Valentin Roberge
- Marinos Tzionis
- Jóan Símun Edmundsson
- Zuriko Davitashvili
- Guram Kashia
- Otar Kiteishvili
- Georges Mikautadze
- Louie Annesley
- Roy Chipolina
- Liam Walker
- Giórgos Giakoumákis
- Dimítris Limniós
- Yórgos Masoúras
- Vangélis Pavlídis
- Dimítris Pélkas
- Daniel Ballard
- Jonny Evans
- Josh Magennis
- Paddy McNair
- Gavin Whyte
- Elkhan Astanov
- Aslan Darabayev
- Mikhail Gabyshev
- Yan Vorogovskiy
- Baktiyar Zaynutdinov
- Valon Berisha
- Zymer Bytyqi
- Florent Muslija
- Elbasan Rashani
- Donat Rrudhani
- Edon Zhegrova
- Armandas Kučys
- Vykintas Slivka
- Marvin da Graça
- Christopher Martins Pereira
- Darko Churlinov
- Bojan Miovski
- Boban Nikolov
- Milan Ristovski
- Matúš Bero
- Erik Jirka
- Tomáš Suslov
- Vladimír Weiss
- Adam Zreľák
- Yunus Akgün
- Kaan Ayhan
- Merih Demiral
- Serdar Gürler
- Doğukan Sinik
- İsmail Yüksek

Buts contre son camp
- Andrea Hristov
(pour la  Géorgie)
- Graeme Torrilla
(pour la  Macédoine du Nord)
- Aleksandr Marochkin
(pour l' Azerbaïdjan)
- Maxime Chanot
(pour la  Turquie)
- Bojan Miovski
(pour la  Géorgie)